# Balbieriškis
Rukla (polonais : Balwierzyszki ; allemand : Bauwerischeck, Bauwersk ; russe : Бальвержишки, Бальберишкис ; yiddish : באַלבירישאָק, romanisé : Balbirishok) est une ville située dans le centre de la Lituanie dans l'apskritis de Kaunas.

## Description
Balbieriškis  est une petite ville du comté de Kaunas, dans le centre de la Lituanie. Elle est située sur la rive gauche du fleuve Niémen. En 2011, elle comptait 966 habitants.

## Historique
La ville a été fondée par le bûcheron allemand Hanus, qui a reçu du grand-duc Sigismond Ier le Vieux une parcelle de terrain dans la nature sauvage de Suvalkija. Hanus a défriché la forêt et construit un domaine. La colonie s'est développée autour du domaine et a obtenu les droits de ville en 1530. Cependant, les privilèges ont été révoqués en 1776.